# Pisces, Aquarius, Capricorn & Jones Ltd.
Pisces, Aquarius, Capricorn & Jones Ltd., ett musikalbum av The Monkees utgivet 14 november 1967 av Colgem Records (i USA) och RCA Victor. Albumet er bandets fjärde studioalbum och ofta sett som gruppens bästa album. På gruppens två första album sjöng medlemmarna endast på låtarna. På det tredje spelade de så gott som alla instrument själva. På det här albumet spelar medlemmarna själva, samtidigt som man även låter studiomusiker vara med. "Pleasent Valley Sunday" blev den största hiten. Albumet var ett av de första rockalbumen som innehöll moogsynth. Michael Nesmith hörs mer på Pisces, Aquarius, Capricorn & Jones Ltd. än tidigare album och har ledvokalen på 5 låtar.
Albumet nådde Billboard-listans 1:a plats i december 1967 och det låg där under 5 veckor.
På englandslistan nådde albumet 5:e platsen i januari 1968.

## Låtlista
Sida A
1. "Salesman" (Craig Vincent Smith) – 2:03
2. "She Hangs Out" (Jeff Barry) – 2:33
3. "The Door into Summer" (Chip Douglas/Bill Martin) – 2:50
4. "Love Is Only Sleeping" (Barry Mann/Cynthia Weil) – 2:28
5. "Cuddly Toy" (Harry Nilsson) – 2:45
6. "Words" (Tommy Boyce/Bobby Hart) – 2:48

Sida B
1. "Hard to Believe" (David Jones/Kim Copli/Eddie Brick/Charlie Rockett) – 2:33
2. "What Am I Doing Hangin' 'Round?" (Travis Lewis/Boomer Clarke) – 3:02
3. "Peter Percival Patterson's Pet Pig Porky" (Peter Tork) – 0:27
4. "Pleasant Valley Sunday" (Gerry Goffin/Carole King) – 3:13
5. "Daily Nightly" (Michael Nesmith) – 2:26
6. "Don't Call on Me" (John London/Michael Nesmith) – 2:28
7. "Star Collector" (Gerry Goffin/Carole King) – 3:30

Bonusspår på den remastrade CD-utgåvan utgiven i januari 1995.
1. "Special Announcement" (tidigare outgivet meddelande) – 0:36
2. "Goin' Down" (Diane Hildebrand/Peter Tork/Michael Nesmith/Micky Dolenz/David Jones) (alternativ mix) – 4:46
3. "Salesman" (Craig Vincent Smith) (alternativ mix) – 2:37
4. "The Door Into Summer" (Chip Douglas/Bill Martin) – 2:52
5. "Love Is Only Sleeping" (Barry Mann/Cynthia Weil) (alternativ mix) – 2:32
6. "Daily Nightly" (Michael Nesmith) (alternativ mix) – 2:31
7. "Star Collector" (Gerry Goffin/Carole King) (alternativ mix) – 4:52

## Medverkande
Musiker (The Monkees-medlemmar)
- Michael Nesmith – sång (spår A1, A3, A4, B2, B6), bakgrundssång (A6, B4), elgitarr (A1, A2, A4, B2, B5–B7), akustisk gitarr (A5), percussion (A1)
- Micky Dolenz – sång (spår A6, B4, B5), bakgrundssång (A1–A5, B2, B7), trummor (A3, A)5, synthesizer (B5), tal (B6, B7)
- Davy Jones – sång (spår A2, A5, A6, B1, B7), bakgrundssång (A1, A2, A4, A5, B2, B4, B7), percussion (A3–A5, B4, B5), tal (B6)
- Peter Tork – sång (A6), bakgrundssång (A5), akustisk gitarr (A1), orgel (A2, A4, A6, B5–B7), keyboard (A3), piano (A5, B4), tal (B3)

Bidragande musiker
- Chip Douglas – basgitarr (spår A1–A6, B2, B5–B7), bakgrundssång (A1, A2, A4–A6, B2, B7), akustisk gitarr (A1, A4, B6), elgitarr (A3)
- Eddie Hoh – trummor (spår A1–A6, B2, B4–B7), percussion (B6)
- Pete Candoli, Robert Helfer, Al Porcino, Manuel Stevens – trumpet (spår A2)
- Richard Noel – trombon (spår A2)
- Richard Leith, Philip Teele – bastrombon (spår A2)
- Doug Dillard – banjo (spår A3, B2)
- Bill Chadwick – ljudeffekter (spår A3)
- Edgar Lustgarten – cello (spår A5)
- Ted Nash, Tom Scott, Bud Shank – mässinginstrument, stränginstrument (spår A5)
- Kim Capli – gitarr, basgitarr, trummor, piano, percussion (spår B1)
- Leonard Atkins, Arnold Belnick, Nathan Kaproff, Wilbert Nuttycombe, Jerome Reisler, Darrel Terwilliger – violin (spår B1)
- Oliver Mitchell, Anthony Terran – flygelhorn (spår B1)
- Vincent DeRosa – valthorn (spår B1)
- Robert Knight – bastrombon (spår B1)
- Jim Horn – barytonsaxofon (spår B1)
- Bill Chadwick – akustisk gitarr (spår B4)
- Robert Rafelson – piano (spår B6)
- Paul Beaver – synthesizer (spår B7)

Produktion
- Chip Douglas – producent